# 벨레그

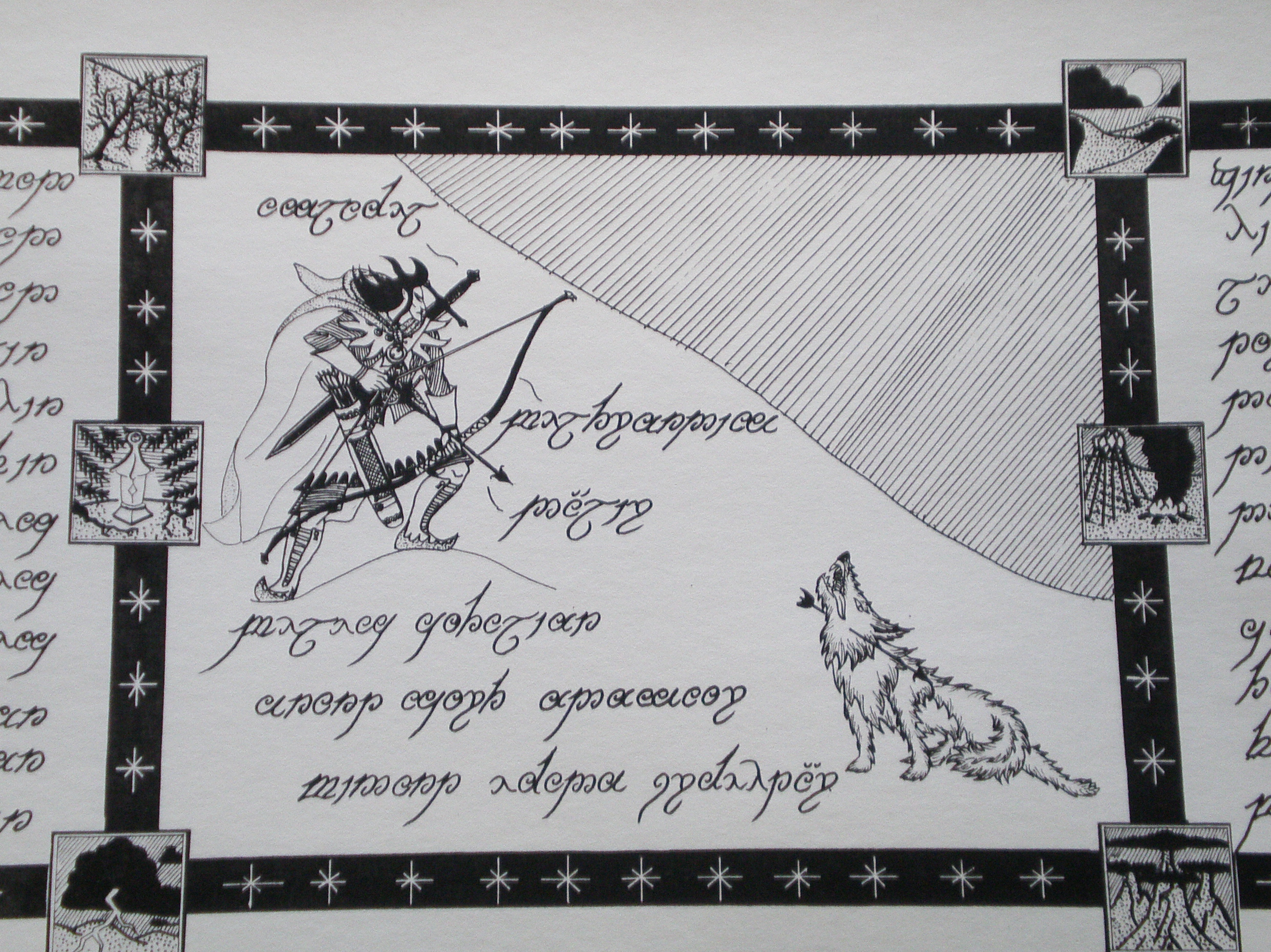

벨레그(Beleg Cúthalion)는 《실마릴리온》의 등장인물이다. 그는 도리아스의 장군으로 왕국 북쪽에서 근무했고 싱골의 측근으로서 마블룽과 함께 언급되는 신다르 중에 하나다. 태양의 1시대 489년 친구 투린 투람바르에게 죽임을 당했다.

## 생애
그는 태양의 1시대에 일어난 전쟁에 주로 활약했으나 도리아스와 관련된 전투 외에 전쟁에 가담한 경우는 적다. 예외적으로 니르나에스 아르노에디아드에 마블룽과 함께 핑곤의 군대에 소속되어 싸웠다.

## 최후
니르나에스 아르노에디아드가 모르고스의 승리로 끝난 이후 싱골과 멜리안으로부터 무기와 식량을 받고 후린의 아들 투린의 행방을 찾아 돌아다니던 중 투린의 실수로 공격당하고 살해된다.

## 기타
투린을 찾기 위한 여정에서 오크를 상대할 무기로 싱골에게 에올이 만든 앙글라켈을 얻었다. 불길한 검으로 언급되며 실제로 소유자 벨레그, 투린 둘은 불운한 최후를 맞이했다.